# Monasterace
Monasterace (/,monasteˈraʧe/; Monasteraci in calabrese; Monasteraki in greco-calabro) è un comune italiano di 3 223 abitanti della città metropolitana di Reggio Calabria in Calabria. Nel suo territorio sorgono i resti di Kaulon, antica città della Magna Grecia.

## Geografia fisica

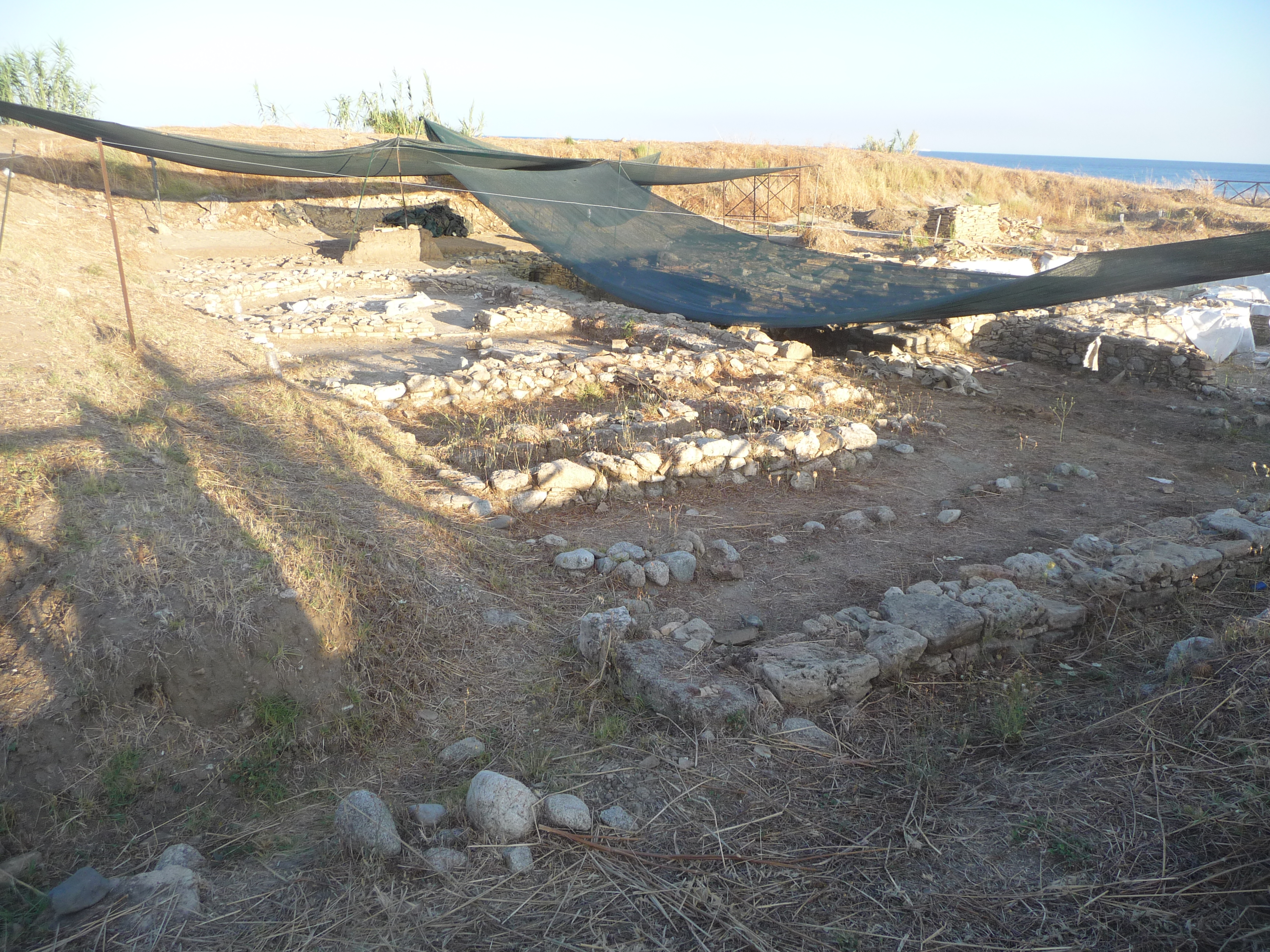
Resti di casa dell'antica Kaulonìa

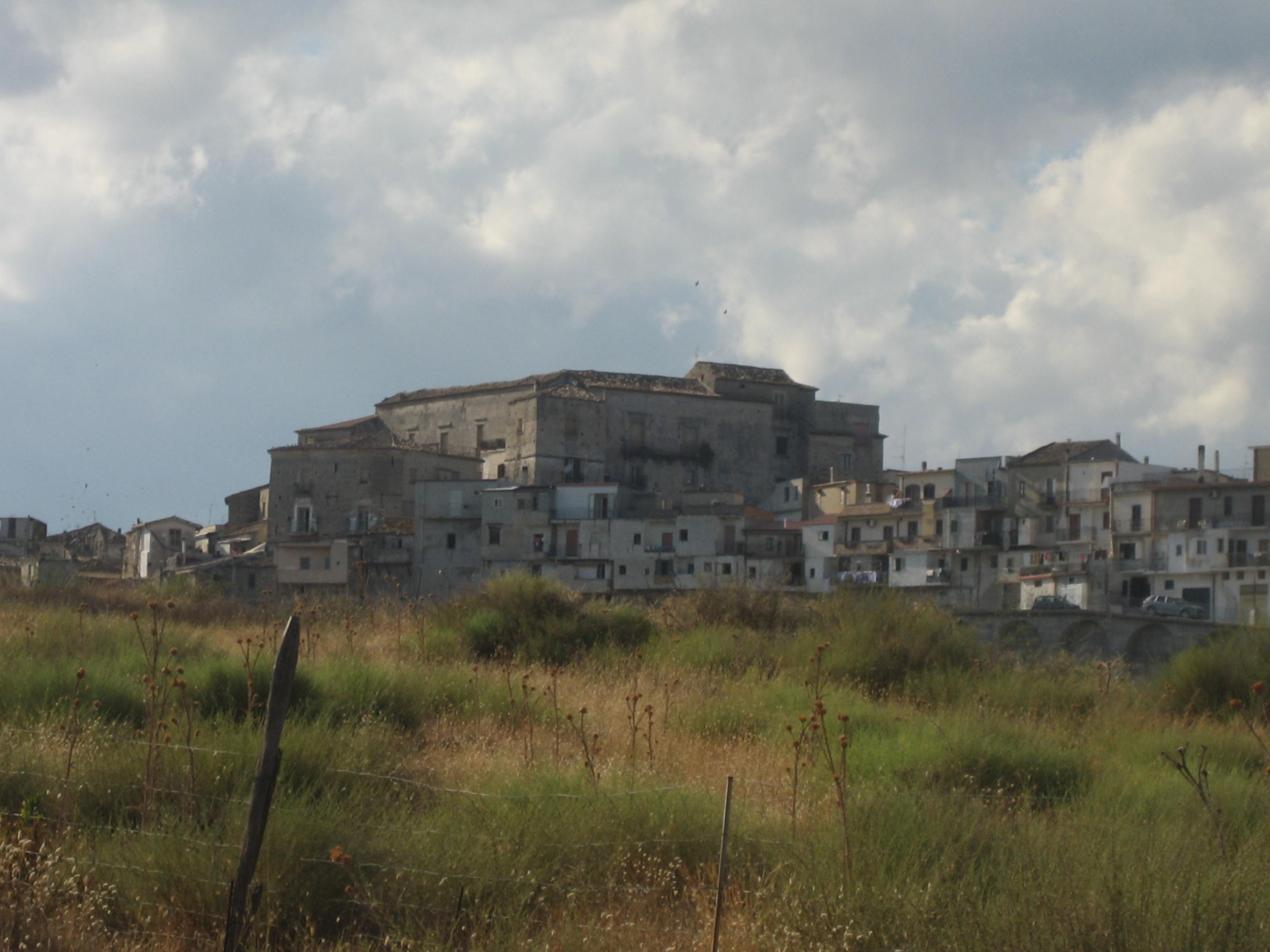
Castello di Monasterace

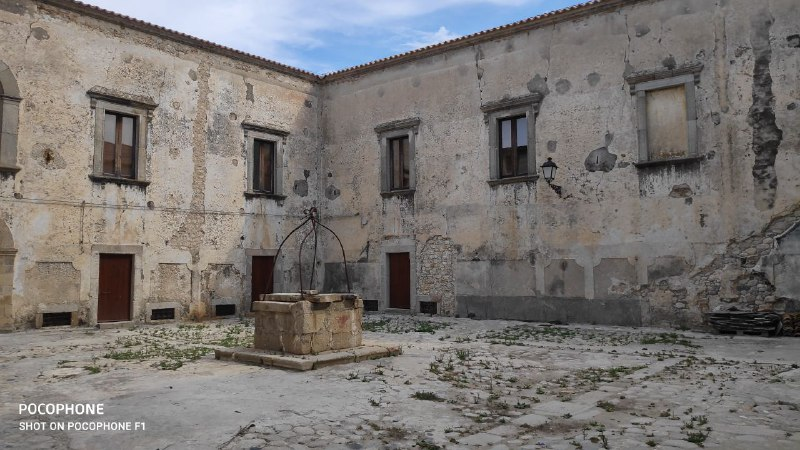
Pozzo del Castello di Monasterace (2020)

Il territorio di Monasterace si eleva dal livello del mare, dove si trova la frazione Marina, fino a 177 metri s.l.m. Il nucleo urbano principale è posto a 138 metri s.l.m.
Sorge in corrispondenza della Punta Stilo, una lieve protuberanza costiera limitante a sud il Golfo di Squillace, che in passato, sulla base di testimonianze letterarie e di indagini geologiche, era ben più pronunciata; Plinio il Vecchio parla del Promunturium Cocynthum (come era chiamato in epoca romana) come del “longissimum Italiae promunturium”, il promontorio più lungo d’Italia. Inoltre, le indagini di archeologia subacquea hanno rilevato il netto prolungamento del promontorio in mare in età magnogreca.
Tuttora, in presenza di un accentuato bradisismo, in concorso con potenti mareggiate invernali, la linea costiera varia di anno in anno, allargando o restringendo la spiaggia, talvolta completamente sommersa in alcuni punti. In tempi più remoti, al contrario, vi doveva essere una forte contrazione della superficie, testimoniata dalla presenza di almeno tre aree in cui si rinvengono resti di conchiglie: la contrada di mezza collina detta Petrusu, verso il confine con la provincia di Catanzaro; la fiancata meridionale della collina detta Piazzetta; lungo la strada interna a nord, che porta verso i paesi dell’interno. In questi due ultimi casi si tratta di veri e propri piccoli giacimenti di fossili.
L’area comunale è prevalentemente collinare, con ampie zone pianeggianti lungo la costa e le fiumare che sfociano a mare nei suoi confini.
Risalendo dalla costa verso l’interno, si hanno, da sud a nord, alcune colline: il Terzinale (nome poi corrotto in Arsenale nelle carte dell’IGM) o della Passoliera, dall’edificio che vi sorgeva in cima; una collina senza nome, sulla cui cima venne costruita una casamatta negli anni della seconda guerra mondiale; la Piazzetta, possibile acropoli della città magnogreca; una collina poco elevata in contrada Castellone, importante per il faro che vi sorge, grazie alla cui costruzione si rinvennero i resti di un tempietto che permisero di individuare il luogo in cui sorgeva l’antica Kaulonìa.
Tre sono le fiumare che. da nord a sud, vi sfociano: Fiumarella di Guardavalle, al confine con questo Comune e con la provincia di Catanzaro; Assi, il cui corso più regolare in passato forniva l’acqua per il funzionamento del mulino ad acqua di cui resta ancora l’edificio cadente; Stilaro, al confine con il Comune di Stilo. Fino alla fine degli anni ’60 del secolo scorso vi erano altri rivi, tra cui il più rilevante quello di Vidicà (dal Vallone San Bernardo, che fiancheggia la Piazzetta), ed altri minori, poi prosciugati, interrati o ricoperti dalle costruzioni.
Fino al secondo dopoguerra la zona costiera era piuttosto paludosa ed infestata dalla malaria; fino agli anni ’60 rimasero un piccolo stagno alla foce del Vidicà e una palude nell’area sud della Marina, dove in seguito sorse la chiesa parrocchiale di San Giuseppe Artigiano. Vicino a questa, sgorgava una sorgente, detta Zombaredu, presso la quale si rifornivano gli abitanti fino agli anni del dopoguerra; vi si trovano anche altre sorgenti anche in aree interne, come nella contrada Scovara.
Su una collina a circa 2 chilometri dalla costa sorge il nucleo storico del paese, Monasterace Superiore, (oggi “nobilitato” da taluni come Monasterace Centro o Borgo) sormontato da un castello di origini almeno medievali in corso di restauro al fine di creare spazi per attività sociali.

A sud si trova l’altipiano della Melìa, dove il comune raggiunse la sua altezza massima; ad ovest il colle degrada più bruscamente nella contrada semicollinare di Arsafia; a nord è fiancheggiato dalla fiumara Assi, dalla cui sponda sinistra comincia la frazione Campo Marzo, un territorio tra il pianeggiante e il semicollinare, che giunge fino al confine con Guardavalle.

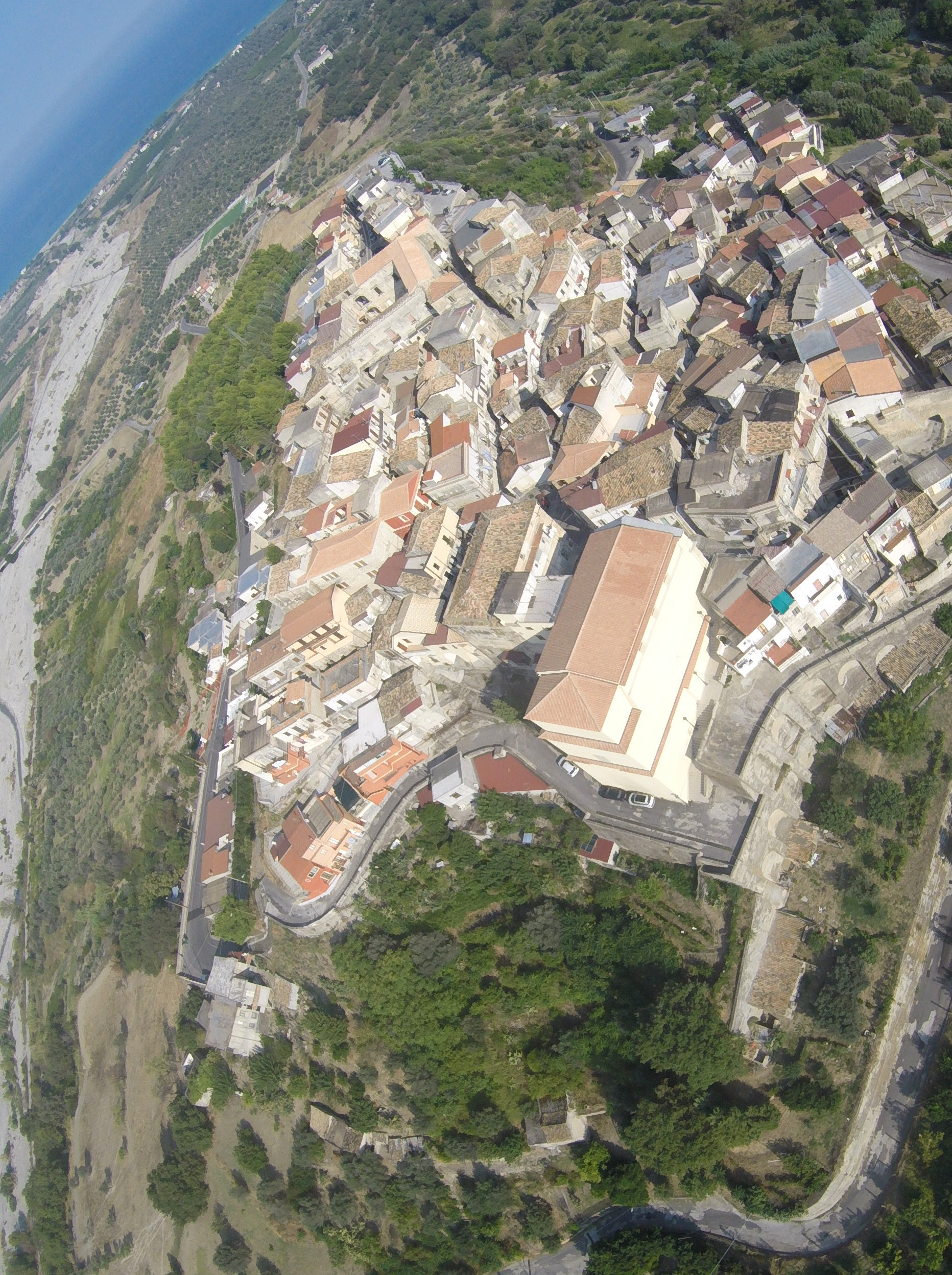
Monasterace superiore dall'alto

## Origini del nome

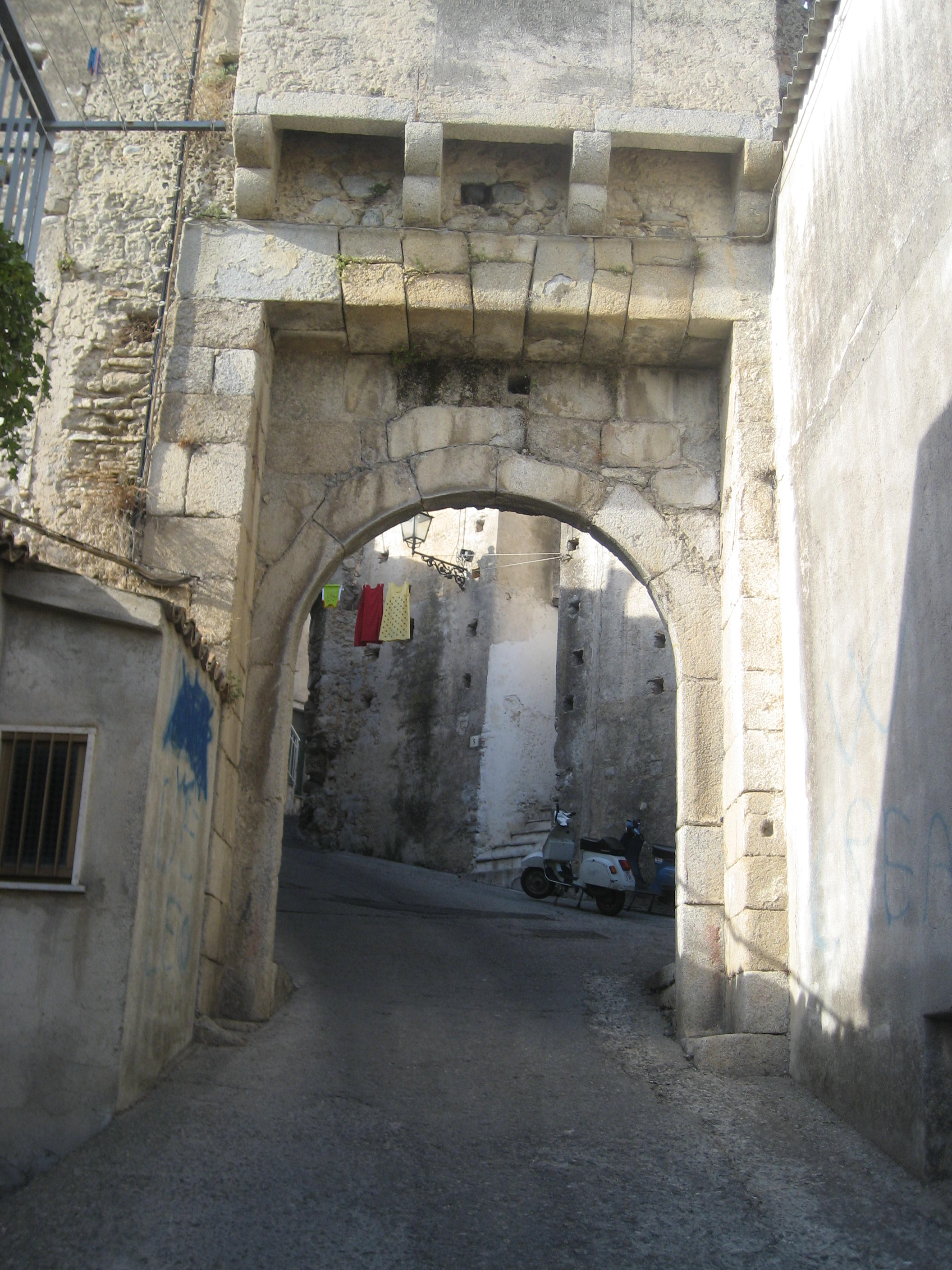
Ingresso attraverso la cinta muraria del Castello

Il toponimo Monasterace si pensa che derivi dal greco Μοναστηράκι (Monastiraki), cioè "piccolo monastero".
La più antica menzione di questo nome si rinviene nella redazione cosiddetta A del Bios di San Giovanni Therìstis, riportante la datazione 1217-1218, conservata a Palermo nella Biblioteca Centrale della Regione Siciliana (vol. gr. II. E. 11), in un testo manoscritto del 1611 proveniente da Stilo. Essendo il santo monaco vissuto dal 995 circa al 1054 d.C., è altamente probabile che il nome fosse già presente in tale epoca.
Si è certi dell'esistenza di un piccolo monastero di rito orientale dedicato a Sant’Eufemia, situato nel centro collinare del Comune in quella vallata dello Stilaro che vide il fiorire del cosiddetto monachesimo basiliano. Niente ha a che vedere con la molto più tarda chiesetta, di epoca angioina, di San Marco, i cui resti persistono nei pressi della spiaggia, in piena area archeologica dell’antica colonia magno-greca di Kaulonìa.
Del tutto infondate altre ipotesi sul toponimo, tra cui quella di una presunta origine normanna Motta Sterace o Monte Storace e simili, originate dal fraintendimento di M. Sterace/Storace, nome con cui cartografi inesperti dei luoghi e poi autori poco accurati indicarono il nome del paese.
Del tutto inattendibile e fantasiosa l’interpretazione del toponimo che sposterebbe l'origine della città addirittura al secondo o al terzo millennio a.C., e che attribuisce la sua fondazione al tempo della guerra di Troia. Secondo tale ipotesi, il nome noto a Plinio, Mystrae, era collegabile al culto di Ishtar, deità fondamentale nei culti mesopotamici durante l'Età del Bronzo, che si manifestava sotto forma del pianeta Venere; per cui “Monasterace” sarebbe “mul” (stella), "Ishtar”(Venere), “aki” (suffisso indicativo di località), cioè “il luogo della stella Ishtar”. In realtà il toponimo Mystrae, Mixta ed altri simili, citato, oltre che da Plinio, da altri autori, è molto più tardo, e non ha ancora trovato una localizzazione, rivendicato, oltre che da Monasterace, da Gioiosa Ionica, Roccella ed altri paesi ancora.
Dobbiamo aggiungere che, oltre a Mystrae, molti furono i nomi che vennero attribuiti (con più o meno valido fondamento, da studiosi di diverso valore) a Monasterace o al suo territorio: Kaulon, Stilida, Castel Vetere (che poi indicò quella che dal 1861 si chiamò Caulonia!) e così via. Il manoscritto già citato riferisce che precedentemente il nome fosse Rodiano (Robiano nella più tarda redazione del Bios, detta B) e Rogliano/Rubbiano e simili si troverà in documenti ancora successivi. In realtà in questo punto il testo è lacunoso e si legge chiaramente solo il testo Ροδ..., che potrebbe far riferimento a quella che sarà la frazione Rosito.

## Storia

### Mito
La leggenda narra che nell'VIII secolo a.C., Caulone, figlio dell'amazzone Cleta, approdò sulle coste antistanti l'odierna Monasterace Marina e qui vi fondò l'antica Kaulonìa della Magna Grecia.

### Età antica
Monasterace marina è il luogo dell'antica città magno-greca di Kaulonìa; tuttavia, non si può escludere la possibilità che il sito sia già stato popolato da gente indigena, o addirittura dai bruzi stessi che molto prima del VII secolo a.C. (data in cui i greci colonizzarono il meridione d'Italia) risiedevano in Calabria insieme ai lucani, di cui erano schiavi e successivamente alleati contro le pretese di Roma.

### Età medievale

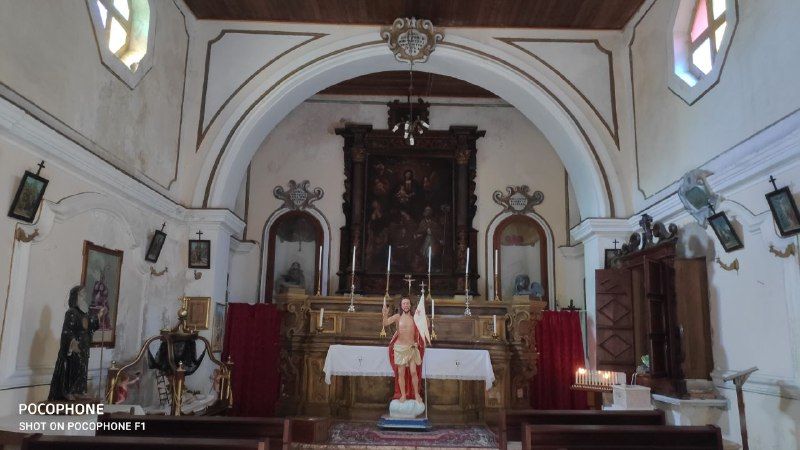
Interno chiesa di San Nicola a Monasterace superiore (agosto 2020)

Monasterace Superiore ha un'origine medievale. Fu popolata dai superstiti di Kaulonia, che dopo la deportazione di metà della popolazione a Siracusa da parte di Dionigi e il successivo assoggettamento a Roma, popolarono i colli circostanti per ripararsi dalle malattie infettive quali malaria e plasmodium che si diffondevano nelle pianure ormai abbandonate e per sfuggire alle scorrerie di pirati che approfittando delle distruzioni delle città magnogreche, saccheggiavano e incendiavano i pochi centri rimasti.
In periodo normanno fu un casale del Kastron di Stilo fino al 1275, successivamente passo sotto l'ordine dei templari.
Nel 1347 col dominio Angioino il feudo di Monasterace viene dato a Nicola Caracciolo, fratello del feudatario di Gerace.

### Età moderna
Nel 1659, a causa di un terremoto subisce gravi danni, ma non viene riparato secondo il suo stile originario.
Durante il periodo della Rivoluzione francese subisce la confisca dei beni e il Capostipite Diego di Francia acquista il feudo.
Nel 1807 diventa Università: una unità giuridica ed amministrativa autonoma.
Nel 1811 durante il Regno delle due Sicilie diviene comune autonomo ed incluso nel circondariato di Stilo.

### Età contemporanea
Nel 1816 passa dalla Calabria Ulteriore Seconda (Catanzaro) alla Calabria Ulteriore Prima (Reggio Calabria).

## Monumenti e luoghi d'interesse

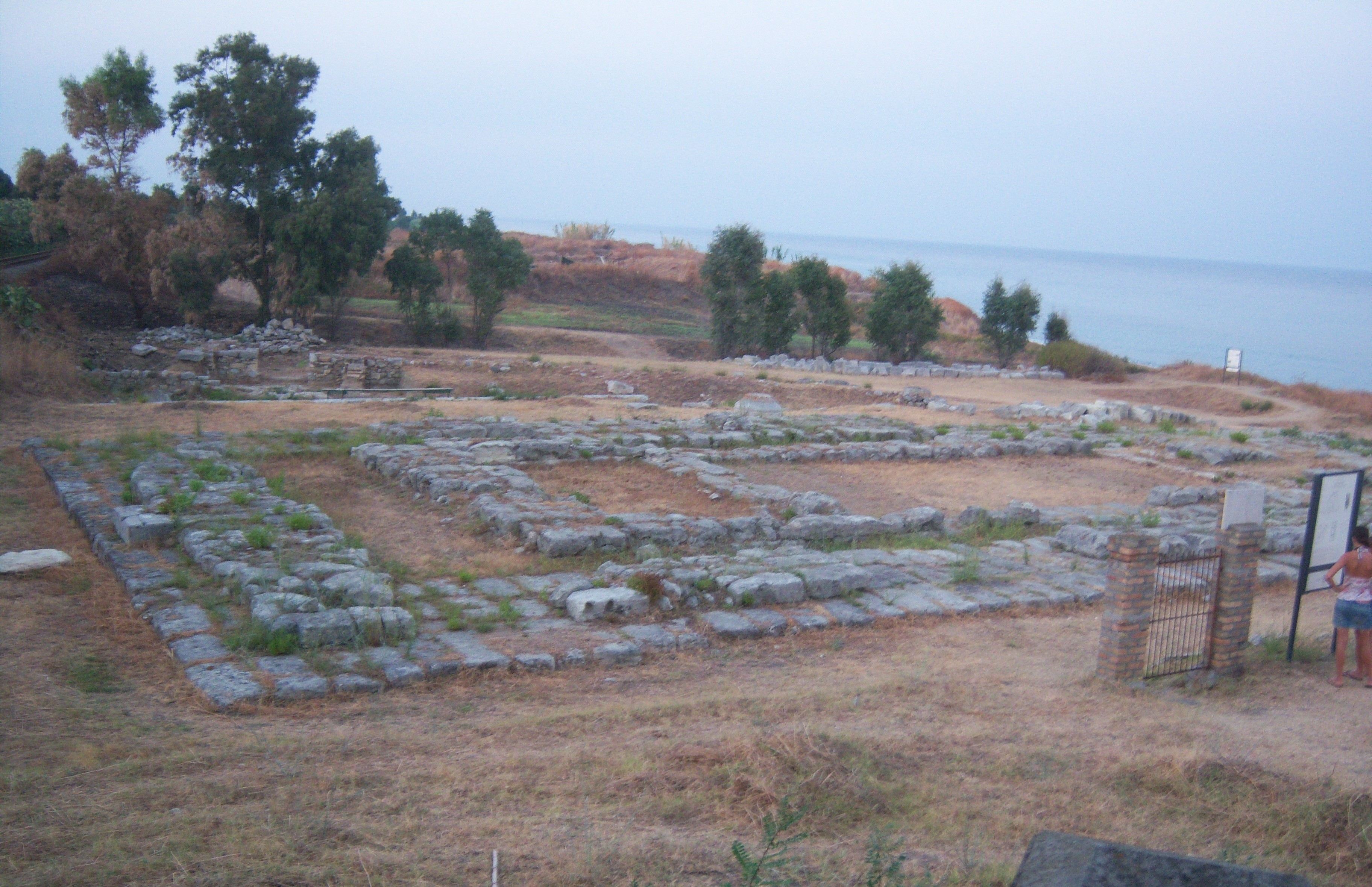
Resti di Kaulonìa

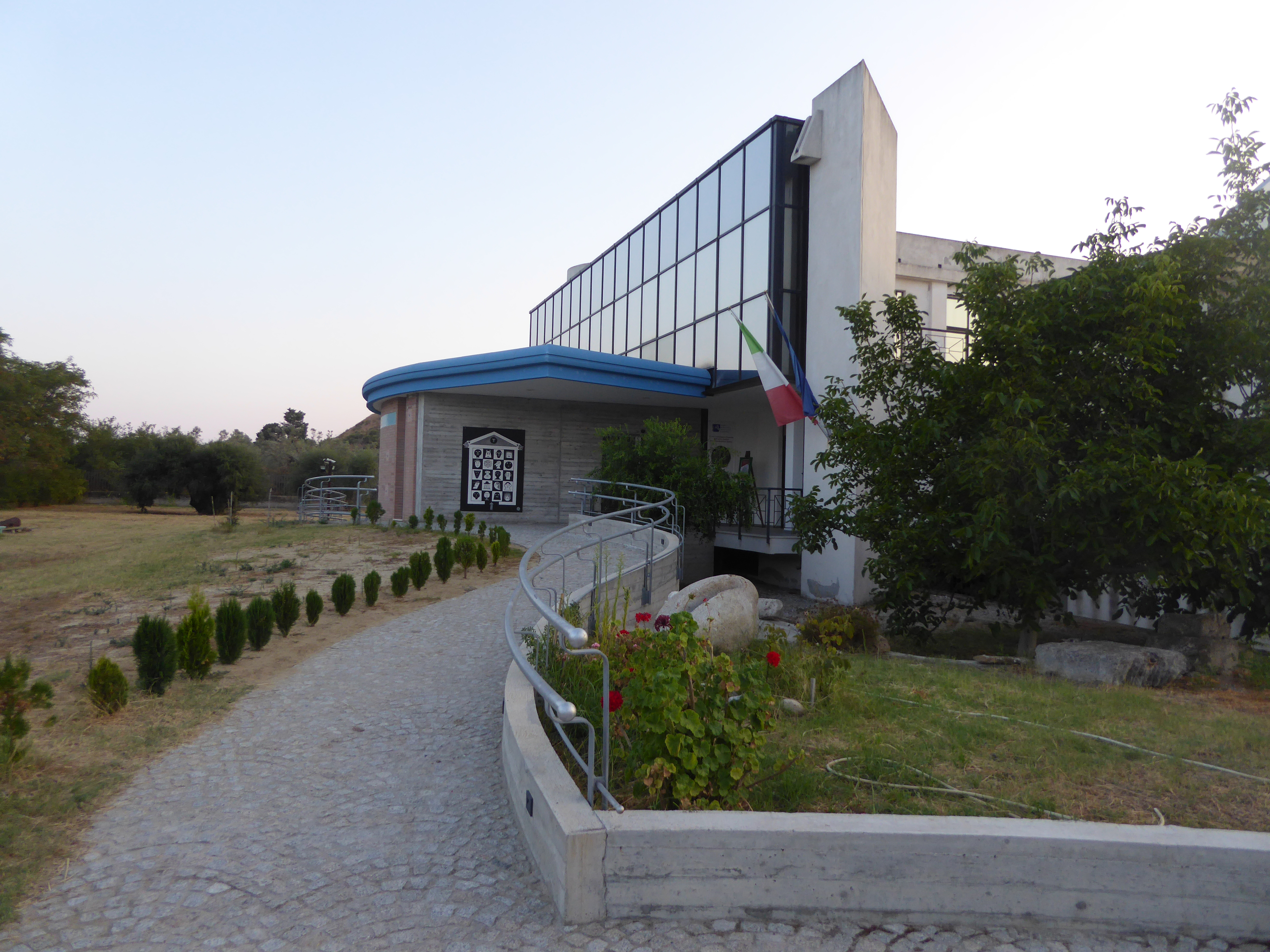
Museo archeologico dell'Antica Kaulon o MAK (agosto 2018)

- Antichi resti della città di Kaulonìa (Monasterace Marina)
- Resti del tempio dorico di Kaulonìa (Monasterace Marina)
- Castello Medievale (Monasterace Superiore)
- ruderi della chiesetta bizantina intitolata a San Marco
- Resti di ville romane
- Chiesa di Maria SS di Porto salvo, risalente alla fine del Settecento, appartenente ai marchesi di Francia, di cui rimangono il palazzo nobiliare omonimo antistante alla suddetta chiesa.
- Chiesa di San Nicola di Bari, risalente alla fine del Seicento (Monasterace Superiore).
- Duomo o Chiesa Matrice, risalente ai primi dell'settecento (Monasterace Superiore).
- Monumento del Calvario in pietra antica, via Calvario. (Monasterace Superiore).
- Chiesa di Maria S.S. di Loreto risalente al XII secolo circa, è stata distrutta negli anni ottanta per far passare una strada e congiungere Monasterace Sup. alla ex SS 110, dell'antica struttura è rimasto solo l'altare con un affresco sempre databile al XII secolo, nell'anno 1999 un gruppo di fedeli, a proprie spese ha eretto un edificio moderno a protezione dello stesso. (Monasterace Superiore).
- Torri antiche, facente parti le mura di cinta. Risalenti ai primi dell'XI secolo. (Monasterace Superiore).
- Antiquarium[11]
- Museo della civiltà contadina (Monasterace Superiore)
- Museo archeologico di Monasterace
- Parco archeologico dell'antica Kaulonia[12]

## Società

### Evoluzione demografica

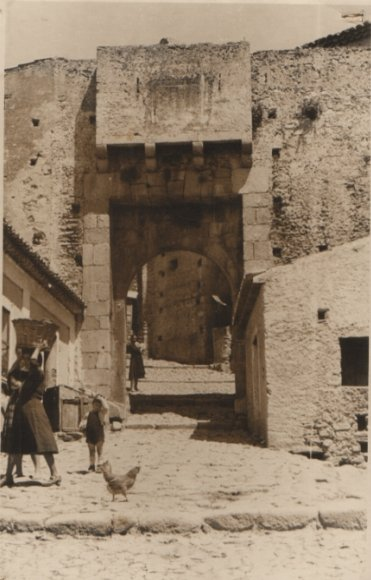
Porta Sud del Castello

Abitanti censiti

### Feste religiose

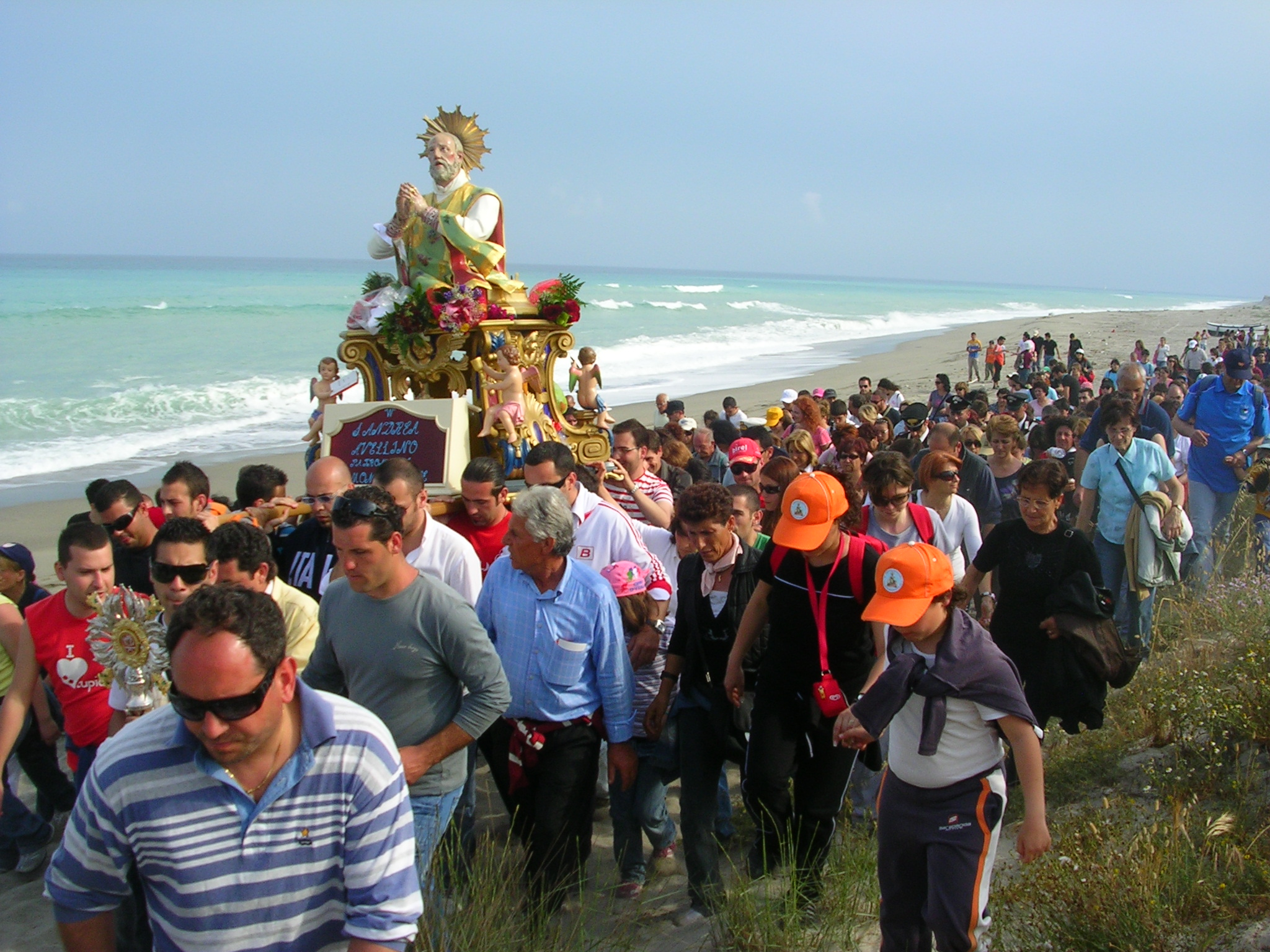
Festa di Sant'Andrea

- 1º gennaio: Processione con Gesù bambino per le case.
- Settimana santa:
  - Giovedì santo l'ultima cena presso la chiesa matrice.
  - Venerdì santo processione per le vie del paese con Maria addolorata, San Giovanni e Gesù morto.
  - Sabato santo processione per le vie del paese con Maria addolorata e San Giovanni. Domenica di Pasqua, come tradizione la Cunfrunti, che consiste nell'incontro tra Cristo risorto con sua madre Maria.
- 1º maggio: festa di San Giuseppe lavoratore, processione per le vie della marina.
- 12 maggio: festa di Sant'Andrea Avellino, processione per le vie del paese. Ogni 3 anni si svolge il "territorio", che consiste nel portare la statua del santo a spalla per tutto il territorio di Monasterace.
- Ultima domenica del mese di giugno, festa di Maria S.S. di Porto salvo, con processione per le vie della marina e in mare, storica fiera e spettacolo pirotecnico
- 30 giugno: festa del Sacro Cuore di Gesù, processione per le vie del paese
- 11 agosto: festa di Maria S.S. di Loreto, processione per le vie del paese.
- 7 ottobre: festa di Maria S.S. del Rosario, processione per le vie del paese.
- 10 novembre: festa di Sant'Andrea Avellino, processione per le vie del paese.
- 25 novembre: festa di Santa Caterina, processione per le vie del paese.
- 6 dicembre: festa di San Nicola di Bari, processione per le vie del paese.

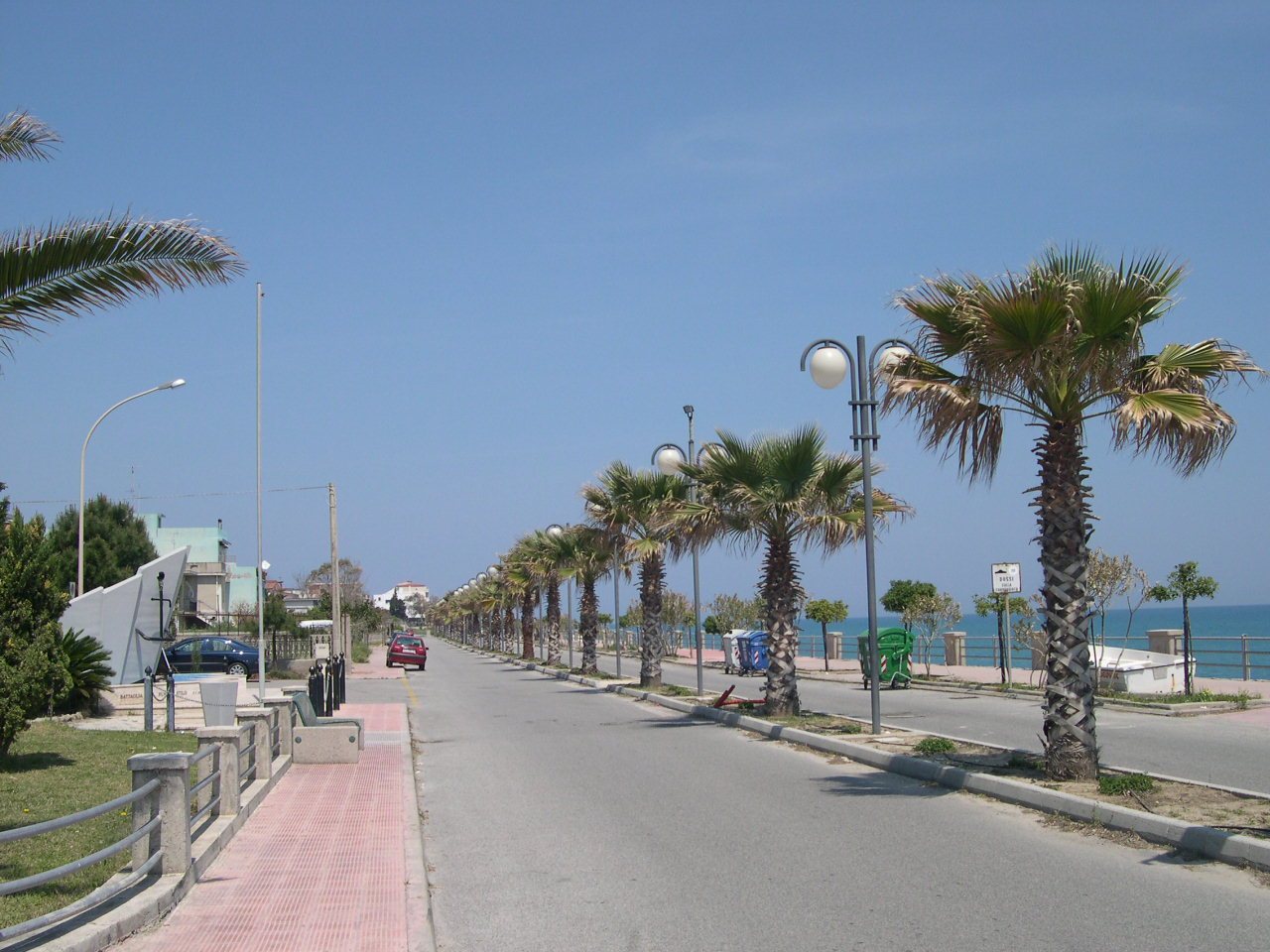
Il lungomare

## Economia
Lungo il tratto del lungomare , ogni Sabato mattina si svolge un piccolo mercatino rionale.

## Infrastrutture e trasporti

### Strade
Il comune è interessato dalle seguenti direttrici stradali:
- Jonica
- di Monte Cucco e Monte Pecoraro

### Ferrovie
A Monasterace Marina si trova la stazione ferroviaria.

## Amministrazione
| Periodo                         | Periodo                        | Primo cittadino                                                             | Partito                     | Carica                    | Note                        |
| ------------------------------- | ------------------------------ | --------------------------------------------------------------------------- | --------------------------- | ------------------------- | --------------------------- |
| 20 giugno 1985                  | 9 giugno 1990                  | Cesare Deleo                                                                | Partito Socialista Italiano | Sindaco                   | [ 14 ]                      |
| 9 giugno 1990                   | 19 dicembre 1992               | Francesco Comito                                                            | Democrazia Cristiana        | Sindaco                   | [ 15 ]                      |
| 19 dicembre 1992                | 4 febbraio 1993                | Giovanni Barilà                                                             |                             | Commissario prefettizio   | [ 16 ]                      |
| 4 febbraio 1993                 | 19 giugno 1993                 | Giovanni Barilà                                                             |                             | Commissario straordinario | [ 17 ]                      |
| 19 giugno 1993                  | 28 aprile 1997                 | Francesco Comito                                                            | Lista civica                | Sindaco                   | [ 18 ]                      |
| 28 aprile 1997                  | 14 maggio 2001                 | Francesco Comito                                                            | Lista civica                | Sindaco                   | [ 19 ]                      |
| 14 maggio 2001                  | 27 ottobre 2003                | Giuseppe Andrea Bonazza                                                     | Lista civica di centro      | Sindaco                   | [ 20 ] [ 21 ]               |
| 27 ottobre 2003 2 febbraio 2004 | 2 febbraio 2004 23 giugno 2004 | Roberto Aragno Francesco Silvio Campolo Michele Petruzzelli Carmela Floreno |                             | Commissari straordinari   | [ 22 ] [ 23 ] [ 24 ] [ 25 ] |
| 30 maggio 2006                  | 17 maggio 2011                 | Maria Carmela Lanzetta                                                      | Lista civica                | Sindaco                   | [ 26 ]                      |
| 17 maggio 2011                  | 30 luglio 2013                 | Maria Carmela Lanzetta                                                      | Lista civica                | Sindaco                   | [ 28 ] [ 29 ]               |
| 30 luglio 2013                  | 22 agosto 2013                 | Maria Luisa Tripodi                                                         |                             | Commissario prefettizio   | [ 30 ]                      |
| 22 agosto 2013                  | 27 maggio 2014                 | Maria Luisa Tripodi                                                         |                             | Commissario straordinario | [ 31 ]                      |
| 27 maggio 2014                  | 27 maggio 2019                 | Cesare Deleo                                                                | Lista civica                | Sindaco                   | [ 33 ]                      |
| 27 maggio 2019                  | 11 giugno 2024                 | Cesare Deleo                                                                | Lista civica                | Sindaco                   | [ 35 ]                      |
| 11 giugno 2024                  | in carica                      | Carlo Murdolo                                                               | Lista civica                | Sindaco                   |                             |